# Îlots de vieillissement

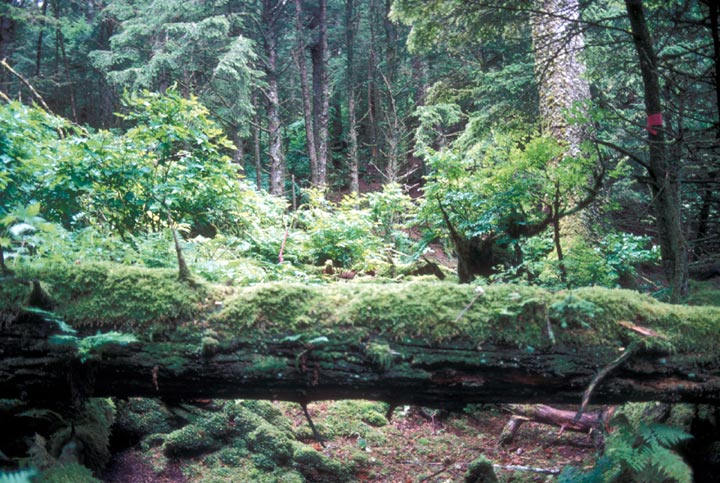
Aspect d'un chablis naturel et de gros bois mort tel qu'on peut en trouver dans un îlot de vieillissement (ici dans l'île de Forrester, (Alaska/USA), classée refuge national pour la faune sauvage depuis 1912, pour son patrimoine naturel, aviaire notamment et classé "wilderness area" depuis 1970)

Un ilot de vieillissement est, en forêt, une zone où le gestionnaire laisse croître les arbres au-delà de leur âge d'exploitabilité (jusqu'au double de cette durée en France).

## Fonctions
La création de tels îlots vise généralement plusieurs objectifs complémentaires, dont :
- produire quelques très gros bois à valeur potentiellement élevée
- constituer un refuge provisoire pour des espèces des forêts anciennes qui ne vivent que sur des arbres âgés. Ces espèces constituent une part très importante de la biodiversité typique des forêts et elles sont souvent menacées. 
Les îlots de vieillissement permettent de retrouver un nombre plus grand de cavités dans les vieilles branches, d'épiphytes et de gros-bois et bois mort au sol, autant de caractéristiques propices à la biodiversité. 
Dans l'aménagement forestier, ces zones peuvent compléter le bénéfice apporté à la biodiversité par des îlots de sénescence (qui sont eux maintenus en « libre évolution » sans intervention culturale jusqu'à l'effondrement des arbres) ;
- contribuer à la sauvegarde d'espèces typiques des forêts mûres et de certaines espèces de peuplements dits « surannés » (ces espèces constituent une grande partie de la biodiversité forestière, notamment pour les champignons et invertébrés, mais aussi pour les bryophytes[2]) ;
- Conserver des espèces qui sont selon les études faites dans les réserves naturelles et forêts anciennes sont importantes pour la régénération de la forêt[3].
- retrouver un taux de bois mort au sol plus proche de ce qu'il serait naturellement (branches, branchettes, rémanents issus des opérations d'entretien), au profit des espèces qui le décomposent et qui améliorent l'humus forestier, et au profit d'espèces qui l'utilisent comme support (bryophytes[2], certaines fougères...) ;
- répondre à certains items de la gestion durable des forêts et/ou aux principes et critères de la certification forestière (PEFC, FSC...).

## Limites et conditions d'efficacité écologique
La durée de maintien en îlot de vieillissement est loin du potentiel de vie de certaines essences telles que le chêne, qui en moyenne pourrait potentiellement vivre jusqu'à 600 ans environ. 
Les îlots de vieillissement sont pour de nombreuses espèces de véritables « refuges biologiques », mais n'ayant qu'une valeur provisoire puisque gérés et destinés à disparaître. 
Pour être utile à la conservation de la nature, il faut qu'ils soient également judicieusement disposés (par exemple en archipels d'îlots et en bonne connectivité écologique avec des milieux-sources de propagules d'espèces associées aux stades sénescents de la forêt ou du bois, et dans chaque peuplement caractéristique d'un massif (Cf. « typologie forestière »). En forêt (y compris feuillue), la richesse et variété d'une zone en lichens épiphytes et épixyles semble bien corrélée avec l'écopotentialité du site mais aussi avec sa valeur de refuge pour des espèces menacées (plus d'espèces de liste rouge). Cette richesse est donc un indicateur utile pour le choix du lieu de création d'îlots de vieillissement et d'îlots de sénescence.

## En France

### Contexte
- Les efforts de protection du bois mort les plus importants ont été faits dans les parcs nationaux et réserves naturelles.
- En Forêt domaniale, depuis les années 1990, l'ONF, dans le cadre de sa stratégie de meilleure prise en compte de la biodiversité (1993) dans l'aménagement forestier[7] et dans la gestion forestière[7] a d'abord mis en place une protection de quelques arbres morts et du bois mort au sol. Puis, l'ONF a émis des directives internes générales et des orientations plus locales (ex pour la Forêt domaniale de Saint-Palais[8].

### LesÎlots de vieillissementen France
- Ils ont été définis en 2009 comme suit par l'ONF, en accord avec les ministères de l'Agriculture et de l'environnement ;

« Petit peuplement ayant dépassé les critères optimaux d'exploitabilité économique et qui bénéficie d'un cycle sylvicole prolongé pouvant aller jusqu’au double de ceux-ci. L'îlot de vieillissement peut faire l'objet d'interventions sylvicoles, les arbres du peuplement principal conservant leur fonction de production. Ces derniers sont récoltés à leur maturité et, en tout état de cause, avant dépréciation économique de la bille de pied. L'îlot de vieillissement bénéficie en outre d'une application exemplaire des mesures en faveur de la biodiversité (bois mort au sol, arbres morts, arbres à cavité). Il est discrètement matérialisé sur le terrain et reporté sur plan. Le recrutement d'îlots de vieillissement est examiné lors de l’élaboration de l’aménagement parmi les unités de gestion qui pourraient faire partie du groupe de régénération et leur maintien est examiné à chaque révision d'aménagement forestier. »
- Après un encouragement au maintien et protection de bois-mort en forêt, ce sont en 1999 des îlots de vieillissement que les agents de l'ONF ont été invités à préparer, cartographier et protéger [1],[9], toujours dans le cadre de la protection de la biodiversité[10], et notamment dans les sites Natura 2000 ;
- Ces îlots de vieux bois [11] peuvent contribuer à une durée de vie naturelle pour les arbres sénescents[12] et à cavité et par suite à la survie de nombreuses espèces entièrement dépendantes du cycle terminal (sénescent et chablis + longue décomposition des bois durs) de la sylvogenèse, alors que les gros bois et très gros bois semblent en régression, à la suite d'une stratégie sylvicole de plus en plus  « dynamique » ;
- Ils sont également encouragés par le réseau MAB (Man and Biosphere) ; toutes les Réserves de biosphère forestières disposaient en 2012 de réserves biologiques intégrales ou avaient mis en place des réseaux d’îlots de sénescence. 
Le plus développé était celui des Cévennes qui inclut environ 10 % du cœur de la Réserve de biosphère. Il s'est construit en partenariat entre l'ONF et le parc national et concernent tous les types de forêts présent ;
- De tels réseaux sont également encouragés par de grandes ONG environnementales dont WWF[13], Les amis de la Terre, Greenpeace  et France Nature Environnement (FNE);
- Les îlots (comme les réserves naturelles) sont souvent de petite taille et dispersés ce qui limite leur intérêt pour la biodiversité. 
Pour optimiser leur utilité, il est donc nécessaire de créer réseaux et archipels écologiquement cohérents, sur des bases scientifiques[14]. 
La création d'un réseau d’îlots de sénescence et/ou de vieillissement reliés par des corridors présentant des arbres morts (debout ou couchés et de tous âges) est en projet dans la jeune forêt provençale, restaurée sur les flancs du Mont Ventoux lors de grands reboisements anti-érosifs des Terrains de Montagne (RTM) effectués à la fin du XIXe siècle. Ce réseau d'îlots se crée en lien avec le classement du site en zone Natura 2000 et en lien avec le programme Qualigouv de l'Office national des forêts[15], après une première étude[16] de la naturalité de différents peuplements forestiers et leurs potentialités d'évolution ; il vise à définir la méthodologie de mise en place d’une trame de vieux bois à l’échelle des forêts publiques de la zone tampon de la Réserve de Biosphère du Mont Ventoux.

### Recommandations de gestion
Celles qui sont en France préconisées par l'ONF pour les forêts domaniales ou par les documents de certification de gestion durable pour la forêt privée ou publique sont jugées assez floues, par exemple par T Gautrot .
- Ces îlots bénéficient d’un cycle sylvicole prolongé mais non porté à son terme naturel. À la différence des îlots de sénescence, aucune règle de gestion particulière n’est réellement prévue ; ce ne sont pas des aires protégées et ;
- leurs passages en "coupes d’amélioration" sont prévus sur la même rotation que les parcelles non classées, Sauf si un gel d'exploitation est explicitement prévu pour au moins 30 ans dans la hêtraie (délai nécessaire selon Meyer et Schmidt [17] et d'autres[4] pour reconstituer un stock de bois morts suffisant).
- L’implantation de cloisonnements à un entraxe de 18 à 33 m quand il existe peut rester maintenue, modifiant la nature du sol et du microclimat forestier[4].
- Sans seuil de prélèvement particulier, l’intensité des éclaircies est fondée sur les normes sylvicoles retenues pour le massif ou la parcelle, les arbres de « l’essence objectif » conservant leur fonction de production et leur âge d'exploitabilité (rarement plus de 190 ans), avec un nombre de pieds défini à chaque éclaircie, limitant l'allongement du cycle sylvicole[4] ;
- Leur maintien est examiné à chaque révision d'aménagement (tous les 10 à 15 ans)[4]. Quand ils arrivent à échéance et que les arbres y sont récoltés, il est utile d'y conserver avec soin une partie du bois mort qui s'y sera déposé afin qu'ils ne jouent pas un rôle de « piège écologique » et s'intègre dans le réseau des microhabitats durablement utiles aux cortèges saproxylophages.

### Statistiques
- France : Observatoires national de la biodiversité Volume de très gros bois vivant et morts dans les sylvo-écorégions pour 2009-2010, d'après sources IGN & IFN 2012